# Віадутус
Віадутус (порт. Viadutos) — муніципалітет в Бразилії, входить до складу штату Ріу-Гранді-ду-Сул.
Складова частина мезорегіону Північний Захід штату Ріу-Гранді-ду-Сул. Входить в економіко-статистичний мікрорегіон Ерешин.
Місто засноване 18 лютого 1959 року.

## Населення і площа
Населення муніципалітету становить 5763 людини на 2006 рік.
Займає площу 268,473 км². Щільність населення — 21,5 осіб/км².

## Статистика
- Валовий внутрішній продукт на 2003 становить 48.385.747,00 реалів (дані: Бразильський інститут географії і статистики).
- Валовий внутрішній продукт на душу населення на 2003 становить 8.184,33 реалів (дані: Бразильський інститут географії і статистики).
- Індекс людського розвитку на 2000 становить 0,793 (дані: Програма розвитку ООН).